# Attentato di Strasburgo dell'11 dicembre 2018
L'attentato di Strasburgo dell'11 dicembre 2018 si verificò nella zona del Christkindelsmärik, lo storico mercatino natalizio della città. Un uomo sparò contro diverse persone uccidendone 5 e ferendone altre 11.

## Attentato

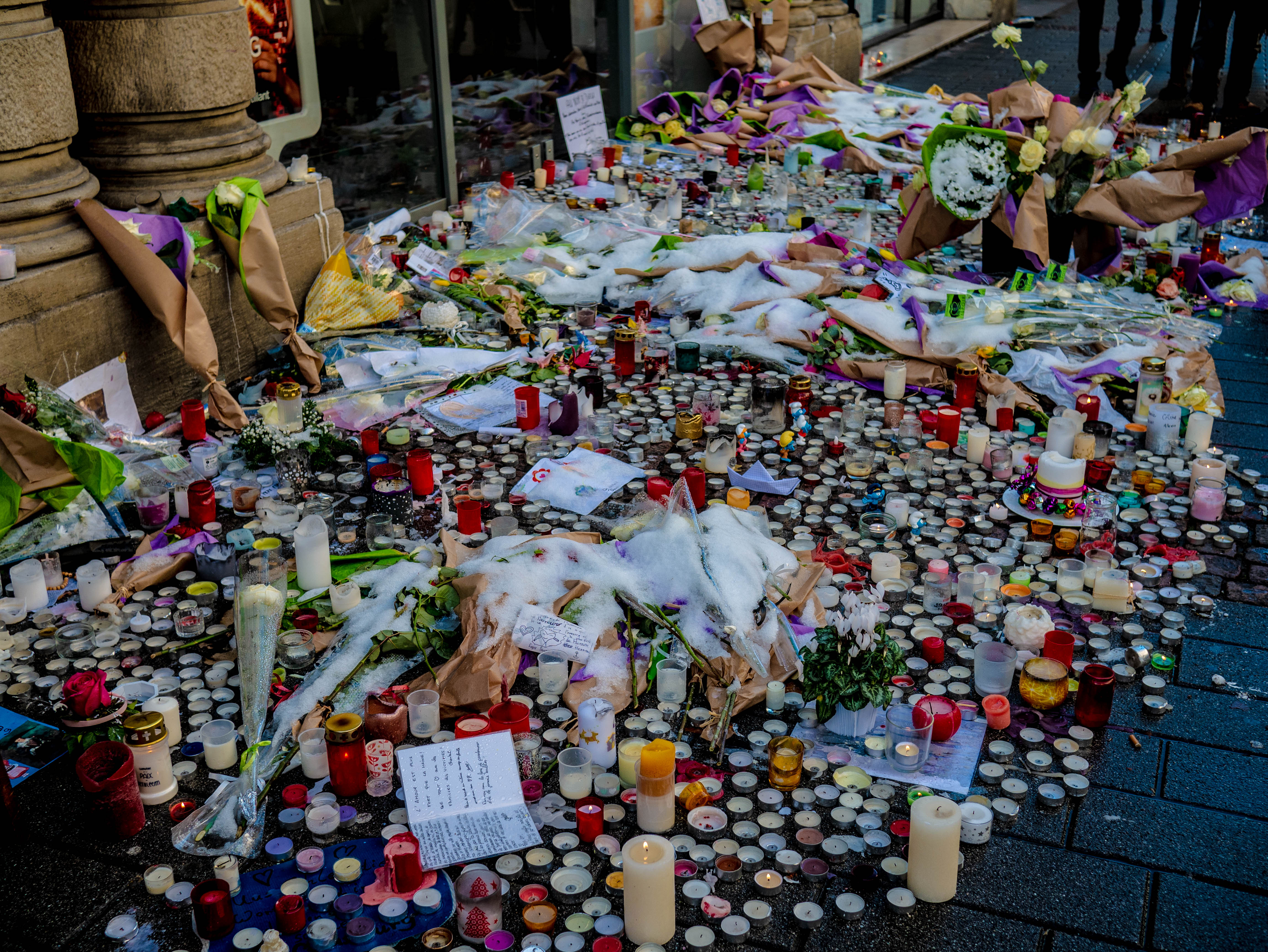
Il cordoglio per le vittime dopo l'attentato

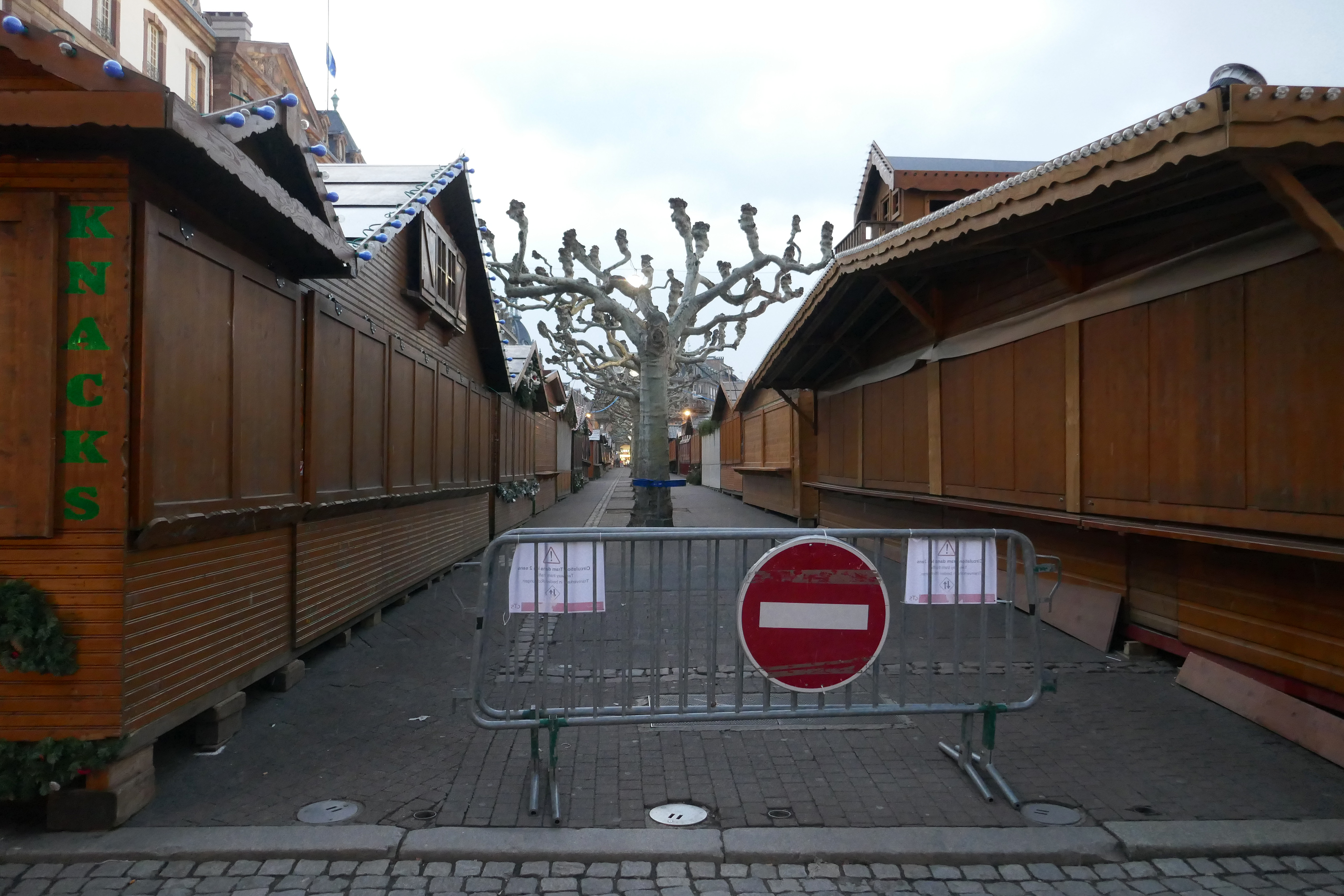
Mercatino di Natale chiuso dopo l'attentato

L'11 dicembre 2018 un terrorista islamico, Chérif Chekatt, si introdusse nella zona dei mercatini di Strasburgo armato di coltello e revolver St. Etienne 1892. Fece fuoco contro molte persone, alcune delle quali vennero anche accoltellate. L'attentatore urlò "Allahu Akbar" (in arabo "Allah è grande").
Ferito dai militari dell'opération Sentinelle, fuggì prendendo in ostaggio un tassista: dopo essersi fatto accompagnare a Neudorf, si diede alla fuga. Subito dopo fu isolata l'intera area che comprende la sede del Parlamento europeo.

## Vittime
Cinque persone morirono nei primi momenti o nei giorni successivi, e altre undici rimasero ferite. Le vittime, di diverse nazionalità, furono il thailandese Anupong Suebsamarn, il francese Pascal Verdenne, l'afgano Kamal Naghchband, il giornalista italiano Antonio Megalizzi, morto tre giorni dopo, e il polacco Barto Pedro Orent-Niedzielski, collega e amico di Megalizzi, deceduto cinque giorni dopo. Gli ultimi due stavano partecipando in quei giorni alle attività del progetto Europhonica dell'associazione RadUni in concomitanza con la seduta plenaria del Parlamento Europeo: in particolare  Antonio Megalizzi era membro della redazione italiana di Europhonica per conto dell'associazione delle radio italiane RadUni che ha poi intitolato ai due giovani giornalisti un premio di laurea assieme ad altre iniziative.
Nel 2019 la Commissione europea ha istituito il Premio Megalizzi-Niedzielski per aspiranti giornalisti impegnati a informare sull'Unione europea e i suoi valori.

## Attentatore
Chérif Chekatt, terrorista islamico, ventinovenne francese di origini algerine, aveva numerosi precedenti con polizie di vari paesi: Francia, Germania e Svizzera. Nel 2017 era stato espulso in Francia dalla Germania. Qualche ora prima dell'attentato un tentativo di arresto nei suoi confronti era fallito.
Chekatt fu individuato due giorni dopo vicino alla sua abitazione, tra  Neudorf e lo stadio della Meinau; ne seguì uno scontro a fuoco e il terrorista rimase ucciso.

## Rivendicazione
Lo Stato Islamico rivendicò la responsabilità dell'attentato; il ministro Christophe Castaner giudicò infondate tali dichiarazioni, ma pochi giorni dopo fu trovato un video in cui Chekatt prometteva fedeltà allo Stato Islamico.